# Valdurna
Valdurna (Durnholz in tedesco) è una frazione del comune italiano di Sarentino nella provincia autonoma di Bolzano, in Trentino-Alto Adige.

## Geografia fisica
Il piccolo paese di Valdurna si trova alla fine della Valle di Valdurna, parte della Val Sarentino in Alto Adige. Situato a poco più di 11 km da Sarentino e a circa 30 km da Bolzano l'abitato è sparso sul territorio e comprende fattorie, case private, due pensioni, la chiesa parrocchiale, una cappella e una scuola.
Il piccolo centro abitato si affaccia sul lago di Valdurna.

## Storia
I primi insediamenti umani nella valle risalgono all'XI secolo o al secolo successivo mentre per la frazione di Valdurna, i tempi sono successivi e la località venne menzionata per la prima volta nel 1237 come Durrenholz. La chiesa venne costruita attorno al XIV secolo.

## Monumenti e luoghi d'interesse

### Architetture religiose
- Chiesa di San Nicolò[3]

### Aree naturali
- Lago di Valdurna

## Economia
L'economia locale è legata alle aziende agricole che si dedicano all'allevamento ed alla produzione di latte. Il vicino lago alpino genera inoltre un richiamo turistico non solo provinciale e regionale, anche per la presenza di masi sulla montagna e di percorsi adatti alle visite escursionistiche.